# Clara Wallmark
Clara Lovisa Wallmark, född 26 maj 1847 i Kung Karls församling, Västmanlands län, död 2 juni 1924 i Skara stadsförsamling, Skaraborgs län, var en svensk skolföreståndare och kvinnosakskvinna. Under många år var hon ordförande för lokalavdelningen för Landsföreningen för kvinnans politiska rösträtt i Skara, liksom föreståndare för Skara högre elementarskola för flickor. 1914 gav hon ut en biografi över sin far Per Adam Wallmark.

## Biografi
Wallmark föddes 1847 i Kungsör. Hennes far var författaren och publicisten Per Adam Wallmark, som hon även skrev en biografi över. Hennes mor hette Hedda Elisabet Wallgren. Hennes bror Ernst Wallmark var en flitig översättare av främst sånger.
Åren 1864–1867 studerade Wallmark vid Högre lärarinneseminariet i Stockholm. Mellan 1868 och 1872 var hon lärarinna vid en mindre privatskola på Södermalm i Stockholm. Åren 1872–1874 studerade hon språk i Schweiz och Tyskland. Därefter var hon guvernant i några år och lärarinna vid Mathilda Halls skola i Göteborg 1876–1878. 
Mellan 1878 och 1908 var hon föreståndare för den statsunderstödda och då nybildade Skara högre elementarskola för flickor. Hon var under många år också ordförande av lokalavdelningen för Landsföreningen för kvinnans politiska rösträtt i Skara, Föreningen för kvinnans politiska rösträtt i Skara, och var en ledare rösträttsförespråkare i området.